# Societat Espanyola per a la Transformació Tecnològica
La Societat Espanyola per a la Transformació Tecnològica (SETT) és una empresa pública espanyola que gestiona el finançament i les inversions en sectors estratègics vinculats a la transformació digital, les telecomunicacions, la microelectrònica, els semiconductors, les noves tecnologies digitals i el sector audiovisual.
Per a la consecució dels seus nous objectius se li va confiar, a més de la gestió del referent al PERTE de Microelectrònica i Semiconductors, la gestió del Fons Next Tech i el Fons Spain Audiovisual Hub, tots valorats en uns 20 000 milions d'euros.
L'empresa està adscrita al Ministeri per a la Transformació Digital i de la Funció Pública a través de la Secretaria d'Estat de Telecomunicacions i Infraestructures Digitals.